# Ekasjö
Ekasjö är en sjö i Laholms kommun i Halland och ingår i Lagans huvudavrinningsområde. Sjön har en area på 0,144 kvadratkilometer och ligger 42,1 meter över havet.

## Delavrinningsområde
Ekasjö ingår i det delavrinningsområde (626749-133522) som SMHI kallar för Namn saknas. Medelhöjden är 47 meter över havet och ytan är 5,7 kvadratkilometer. Räknas de 315 avrinningsområdena uppströms in blir den ackumulerade arean 6 072,59 kvadratkilometer. Avrinningsområdets utflöde Lagan (Härån) mynnar i havet. Avrinningsområdet består mestadels av skog (14 procent), öppen mark (13 procent) och jordbruk (62 procent). Avrinningsområdet har 0,66 kvadratkilometer vattenytor vilket ger det en sjöprocent på 11,6 procent.